# Саргаєво
Сарга́єво (рос. Саргаево, башк. Һәргәй) — присілок у складі Ішимбайського району Башкортостану, Росія. Входить до складу Макаровської сільської ради.
Населення — 64 особи (2010; 64 в 2002).
Національний склад:
- башкири — 100%